# Arabella Dorman
Arabella Dorman (nascida em Londres, 1975) é uma artista de guerra e pintora de retratos britânica. Ela foi escolhida como uma das "100 Mulheres" da BBC em 2014.

## Biografia
Arabella Dorman nasceu em 1975 em Londres e estudou na Byam Shaw School of Art em Londres (desde então absorvida pela Central Saint Martins) e na Universidade de Edimburgo. Ela é casada com Dominic Elliot.
Em 2006, Arabella foi a primeiro artista de guerra oficial da Grã-Bretanha a ir para a linha de frente no Iraque, após ser convidada pelo tenente-general Richard Shirreff, que comprou uma de suas obras. Ela começou sua estada no Iraque com os Royal Green Jackets no Palácio de Basra, onde frequentemente esteve sob fogo inimigo, depois foi para o deserto perto da fronteira iraniana. Ela passou um tempo com as forças britânicas no Afeganistão, entre 2009 e 2014. Em 2009, ela foi incorporada ao 2º Batalhão, The Rifles, em Sangin, Helmand, embora não tivesse permissão para acompanhar soldados em patrulha, e, em 2010, viajou dentro do Afeganistão a partir de sua base em Cabul.
Ela trabalhou com refugiados em Lesbos, Calais e Dunquerque em 2015 e 2016. Em dezembro de 2015, ela criou uma instalação artística suspendendo um bote, que havia sido usado para transportar refugiados através do Mediterrâneo, no telhado da Igreja de St James, em Piccadilly, em Londres. Chamada Flight, a exposição ficou em cartaz até fevereiro de 2016 e relacionou a fuga dos refugiados à antiga tradição de pendurar barcos nos telhados das igrejas.
Na sequência do trabalho aclamado pela crítica, Flight, Suspended fazia parte de sua série contínua de trabalhos que buscavam destacar a crise humanitária do deslocamento forçado em todo o mundo atual. Suspended estreou em 2017, em St. James's Piccadilly, antes de viajar pelo Reino Unido entre os anos de 2018 e 2019, e foi instalado notavelmente na Catedral de Canterbury e na Catedral de Leicester.
Arabella Dorman expôs em locais como o Museu Imperial de Guerra, a Frost and Reed Gallery e o La Galleria Pall Mall.